# Палащенкове
Пала́щенкове — село в Україні, у Дружбівській міській громаді Шосткинського району Сумської області. Населення становить 16 осіб.

## Географія
Село Палащенкове знаходиться біля витоків річки Кремля, вище за течією на відстані 0,5 км розташоване село Дорошенкове, нижче за течією примикає село Косинське, на протилежному березі - село Романькове.
Біля села знаходиться об'єкт природно-заповідного фонду - гідрологічний заказник місцевого значення Дорошівський.

## Історія
12 червня 2020 року, відповідно до Розпорядження Кабінету Міністрів України № 723-р «Про визначення адміністративних центрів та затвердження територій територіальних громад Сумської області» увійшло до складу Дружбівської міської громади.
19 липня 2020 року,  в результаті адміністративно-територіальної реформи та ліквідації Ямпільського району, село увійшло до Шосткинського району.